# La Lagunilla, Durango
La Lagunilla är en ort i Mexiko.   Den ligger i kommunen Cuencamé och delstaten Durango, i den centrala delen av landet, 700 km nordväst om huvudstaden Mexico City. La Lagunilla ligger 1 481 meter över havet och antalet invånare är 172.
Terrängen runt La Lagunilla är platt åt nordost, men åt sydväst är den kuperad. Runt La Lagunilla är det mycket glesbefolkat, med 4 invånare per kvadratkilometer. La Lagunilla är det största samhället i trakten. Omgivningarna runt La Lagunilla är i huvudsak ett öppet busklandskap.